# Pitthea caesarea
Pitthea caesarea är en fjärilsart som beskrevs av Hans Rebel 1914. Pitthea caesarea ingår i släktet Pitthea och familjen mätare. Inga underarter finns listade i Catalogue of Life.